# Avantura počinje
Avantura počinje je četrti studijski album hrvaške glasbene skupine Jinx, ki je izšel leta 2001 na zgoščenki in kaseti pri založbi Aquarius Records. Album je bil prvotno imenovan Paranormalno!. To je zadnji album pred razpadom skupine leta 2002. Avantura počinje je najuspešnejši album skupine Jinx, z njega je izšel singl »Tamo gdje je sve po mom«, ki je postal najbolj znana skladba skupine.
Leta 2002 je skupina prejela nagrado Porin za hit leta (»Tamo gdje je sve po mom«).
Portal Muzika.hr je leta 2009 album Avantura počinje postavil na 18. mesto lestvice hrvaških albumov desetletja.

## Seznam skladb
Avtor vseh skladb je Coco Mosquito, razen kjer je posebej napisano. Vsi aranžmaji so delo skupine.
| Št. | Naslov                                             | Dolžina |
| --- | -------------------------------------------------- | ------- |
| 1.  | „Tamo gdje je sve po mom‟                          | 4:13    |
| 2.  | „Strijele na horizontu‟                            | 3:45    |
| 3.  | „Ljeto‟                                            | 5:14    |
| 4.  | „Ostani‟                                           | 3:27    |
| 5.  | „Padobran‟                                         | 4:02    |
| 6.  | „Sanjam‟                                           | 4:19    |
| 7.  | „Plava / žuta‟                                     | 3:25    |
| 8.  | „Bilo gdje‟                                        | 4:37    |
| 9.  | „Avantura počinje‟                                 | 4:53    |
| 10. | „Je suis mon ami‟ (Jinx/Igor Pavlica)              | 3:58    |
| 11. | „Tamo gdje je sve po mom (Eddy & Dus Terrace Mix)‟ | 5:09    |

## Osebje

### Jinx
- Coco Mosquito – kitara, slide kitara (3), akustična kitara (7), spremljevalni vokal (10)
- Berko – bobni, spremljevalni vokal (10), shaker (9)
- Kadri Bassic – električni bas, spremljevalni vokal (10)
- Mr. Goody – električni klavir, vokal (1, 3, 8), spremljevalni vokal (9, 10), ploskanje (5)
- Yaya – glavni vokal, slide kitara (3), spremljevalni vokal (10)
- Pavlica – trobenta, vokal (3, 8), ploskanje (5), glavni vokal (10), spremljevalni vokal (10)
- Jordes – saksofon, spremljevalni vokal (10)

### Gostje
- Boris Popov – konge (1, 5, 7–9), zvonovi (1, 2, 5, 8), timbales (1, 4), maracas (3, 9), guiro (3, 8), def (3–5), wood blocks (4), claves (8), chimes (9)
- Neno Grahovac – trombon (1, 2, 4–6, 8–10), vokal (1), spremljevalni vokal (10)
- Eddy & Dus – remiks (11)

### Produkcija
- Tonski mojster: Berko Muratović
- Producenta: Berko in Gordan Muratović
- Fotografije: Kadri Bassic, Gabrijela Farčić, Kristijan Topolovec
- Mastering: Miro Vidović
- Oblikovanje: Gabrijela Farčić, Kristijan Topolovec
- Izvršni producent: Boris Horvat
- Styling: Ivona Martinko
- Maska: Saša Joković